# エルダル・チビッチ
エルダル・チヴィッチ（Eldar Ćivić、1996年5月28日 - ）は、ボスニア・ヘルツェゴビナのトゥズラ出身のサッカー選手。NB I・フェレンツヴァーロシュTC所属。ポジションはディフェンダー。

## クラブ経歴
地元のサッカークラブであるFKスロボダ・トゥズラの下部組織に在籍していた時、17歳でHETリガの1.FCスロヴァーツコU-19に引き抜かれる。19歳でMOLカップの3回戦FCファスタフ・ズリーン戦にて、74分にミラン・ケルブルとの途中交代でトップチーム初出場を果たした。リーグデビューは第20節の1.FKプシーブラム戦。
2017年1月、国内の強豪であるACスパルタ・プラハへ移籍し、4年契約を締結した。UEFAヨーロッパリーグ2017-18予選のセルビアのレッドスター・ベオグラード戦にて移籍後初出場となった。
しかし、チビッチはこのクラブで満足のいく出場機会を得られなかったため、2018年2月にスロバキアのFCスパルタク・トルナヴァへとシーズン終了まで期限付き移籍をした。
2019年6月26日、フェレンツヴァーロシュTCへ移籍した。

## 代表歴
ボスニア・ヘルツェゴビナのユース年代代表歴を持つ。また、U-21ボスニア・ヘルツェゴビナ代表に在籍していた時はチームのキャプテンを務めていた。
2018年5月に韓国の全州市で行われるモンテネグロ代表と韓国代表を戦うメンバーに選ばれた。第2戦となる6月1日の韓国代表との試合でフル代表に初出場した。
2019年11月18日のUEFA EURO 2020予選リヒテンシュタイン戦で代表初得点を挙げた。

## 人物
実の兄に母国ボスニア・ヘルツェゴビナのプレミイェル・リーガ・FKヴェレジュ・モスタルでプレーするムハレム・チビッチがいる。

## タイトル

### クラブ
FCスパルタク・トルナヴァ
- フォルトゥナ・リーガ : 1回 (2017-18)

フェレンツヴァーロシュ
- ネムゼティ・バイノクシャーグI : 1回 (2019-20)